# Кочерів
Ко́черів — село в Україні, у Житомирському районі Житомирської області. Входить до складу Радомишльської міської громади. Населення становить 815 осіб.

## Історія
Село було маєтністю Якима Єрлича — українського шляхтича, хроніста, автора польськомовного «Літописця, або Хронічки різних справ і подій»
Колишній орган місцевого самоврядування — Кочерівська сільська рада.

## Населення

### Мова
Розподіл населення за рідною мовою за даними перепису 2001 року:
| Мова       | Кількість | Відсоток |
| ---------- | --------- | -------- |
| українська | 807       | 99.02%   |
| російська  | 7         | 0.86%    |
| румунська  | 1         | 0.12%    |
| Усього     | 815       | 100%     |

## Відомі люди

### Народилися
- Іванів Михайло Онуфрійович — військовий та політичний діяч, генерал-майор царської армії, генерал-хорунжий Армії УНР.
- Карпенко Микола Петрович — депутат Верховної Ради УРСР 9-10-го скликань.
- Карпенко Віктор Олександрович (1923–1943) — Герой Радянського Союзу.[4]